# Acanthogorgia isoxya
Acanthogorgia isoxya är en korallart som beskrevs av Manfred Grasshoff 1999. Acanthogorgia isoxya ingår i släktet Acanthogorgia och familjen Acanthogorgiidae. Inga underarter finns listade i Catalogue of Life.